# پیچ امین‌الدوله (سرده)
پیچ امین‌الدوله، پلاخور، شونگ، شن نوعی گیاه بوته‌ای است از خانواده آقطیان که در نیمکرهٔ شمالی می‌روید. در حدود ۱۸۰ نوع از این گیاه موجود است.
نام این گیاه منتسب به علی‌خان امین‌الدوله، صدر اعظم مظفرالدین شاه قاجار است که گفته شده‌است این گیاه را در باغ امین‌الدوله کاشته‌است.

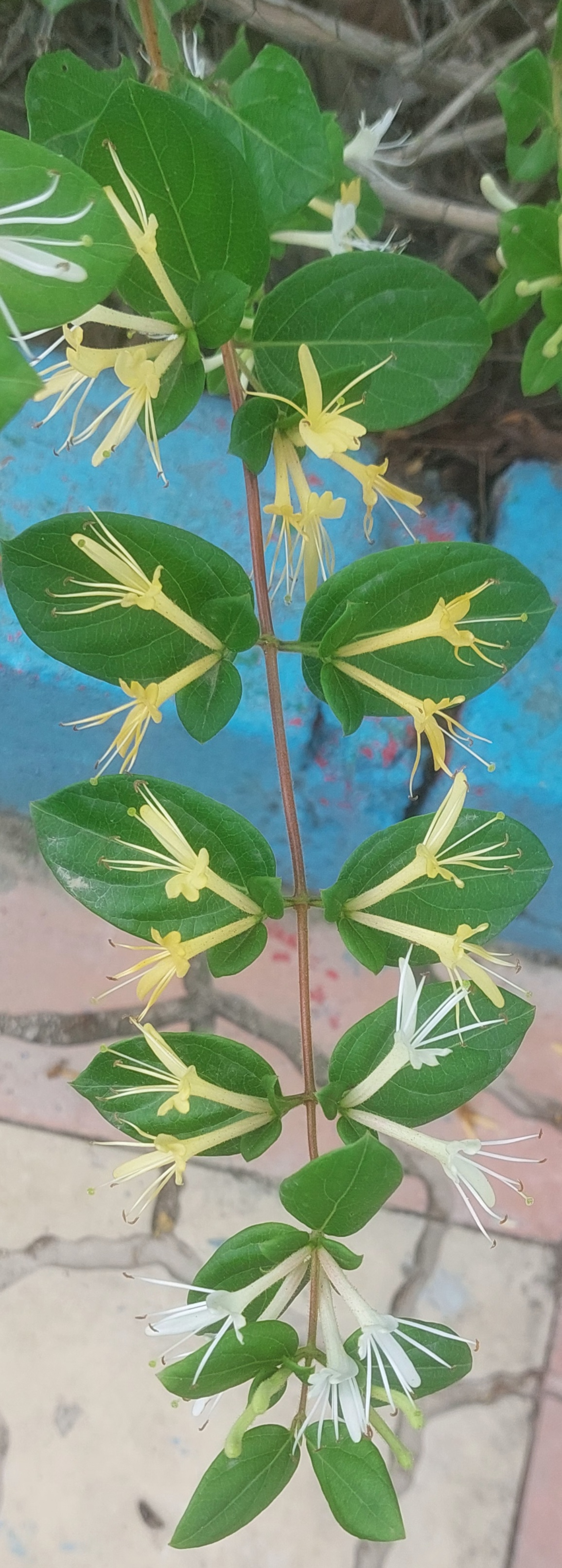
پیچ امین الدوله

پیچ امین الدوله میوه‌ای دارد که گویا در ایران شناخته شده نیست و فقط از آن به عنوان زینتی استفاده می‌شود. دارای خواص ضد اسکلروتیک و برای بهبود و توانایی دستگاه گوارش و ترشح شیره معده، تقویت مویرگ‌ها و محافظت از بدن مفید تشخیص داده شده‌است. با دارا بودن مقدار بالای ویتامین C و B گیاه بسیار سودمندی در رژیم غذایی است. آب آن دردرمان انواع بیماری‌های پوستی (اگزما، پسوریازیس، زخم، تاول، و غیره) سودمند دانسته شده‌است.